# Schichlegruber Doing the Lambeth Walk
Schichlegruber Doing the Lambeth Walk (lit. en español: Schichlegruber haciendo el paseo de Lambeth) es un cortometraje propagandístico de 1941 producido por el Ministerio de Información del gobierno británico, y dirigido por Charles A. Ridley.
El cortometraje se basa en imágenes existentes editadas tomadas de la película propagandística nazi El triunfo de la voluntad de Leni Riefenstahl. Editada de tal forma para parecer que están bailando al estilo de dicho baile.

## Historia
El “Lambeth Walk" se estaba volviendo popular en Berlín, en un discurso que llamó la atención en 1939 acerca de la "revolución de la vida privada" (una de las próximas grandes tareas del nacionalsocialismo alemán). Un miembro del Partido Nazi lo declaró como una "travesura judía y un salto animal".
El nombre "Schichlegruber" deriva del nombre del padre ilegitimo de Adolf Hitler, Alois Hitler, quien originalmente se llamaba Alois Schicklgruber, llamado así en honor a su madre, Maria Schicklgruber.

## Contenido
El cortometraje se basa en imágenes existentes editadas tomadas de desfiles militares de la Wehrmacht, de la película propagandística nazi El triunfo de la voluntad de Leni Riefenstahl.  Editada de tal forma para aparentar que estuvieran “bailando” al estilo de dicho baile.
Además de eso, se retrata la voz de Hitler de manera exagerada, dando una apariencia de “chillona”.

## Recepción
Se dice que la película enfureció tanto al Reichsminister Joseph Goebbels, que salió corriendo de la sala de proyección, pateando sillas y gritando blasfemias.